# Sucre (Girardot)
Pour les articles homonymes, voir Sucre (homonymie).
Sucre est l'une des deux paroisses civiles de la municipalité de Girardot dans l'État de Cojedes au Venezuela. Sa capitale est Sucre.

## Géographie

### Démographie
Hormis sa capitale Sucre, la paroisse civile possède deux autres localités, Bejuquero et Milagrito.